# Poste restante

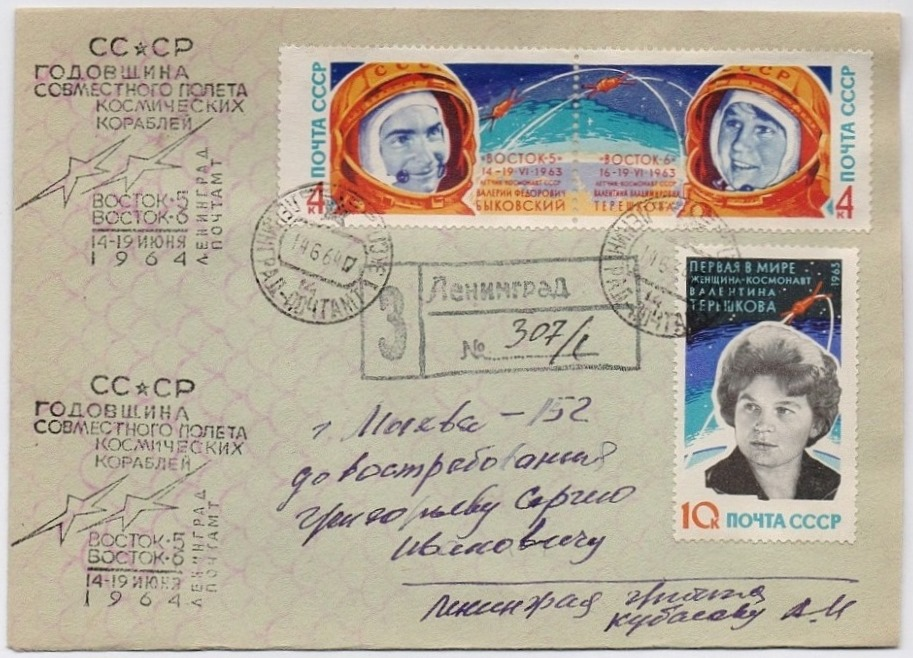
List wysłany na poste restante

Poste restante (wym. post restãt, fr. „poczta pozostająca”) – sposób wysyłki pocztowej polegający na dostarczeniu przesyłki pocztowej lub przekazu pocztowego pod adres dowolnego urzędu pocztowego, wygodny dla odbiorcy, zamiast pod jego adres. Nie musi to być urząd „właściwy” miejscu zamieszkania, nie musi to być nawet urząd w miejscowości, w której mieszka.
Adresat, spodziewając się przesyłki, udaje się na pocztę w celu jej odebrania. Przy odbiorze przesyłki adresat musi okazać dokument stwierdzający tożsamość, np. dowód osobisty. Przesyłki te nie są awizowane.
W Polsce przesyłka wysłana na poste restante czeka na adresata przez 14 dni, po czym w razie nieodebrania jest zwracana do nadawcy (jeśli nie ma adresu nadawcy, traktowana jest jak niedoręczalna i dostarczana do Urzędu Przesyłek Niedoręczalnych w Urzędzie Pocztowym Koluszki 2).